# Phalaris caroliniana
Phalaris caroliniana là một loài thực vật có hoa trong họ Hòa thảo. Loài này được Walter miêu tả khoa học đầu tiên năm 1788.